# Полли и Молли
Полли и Молли (англ. Polly and Molly) — первые клонированные овцы, которым был введён человеческий ген для возможного применения в медицине. Для этого использовалась специальная технология, разработанная Кейтом Кэмпбелом. Об успешном клонировании было объявлено в июле 1997 года.
Две из трёх овец выжили и получили имена Полли и Молли, по аналогии с первой в мире клонированной в 1996 году овцой Долли.